# 想い出 (映画)
『想い出』（おもいで、英題：Act of Love、仏題：Un acte d'amour）は1953年のアメリカ合衆国の映画。
アルフレッド・ヘイズの小説「ヴィア・フラミニアの娘」をアーウィン・ショーが脚色し映画化したもの。
アナトール・リトヴァク監督の作品で、出演はカーク・ダグラスなど。ヨーロッパで製作に当った為、フランスの俳優が多数出演している。

## キャスト
※括弧内は日本語吹替（初回放送1967年1月14日『土曜洋画劇場』21:00-23:00）
- ロバート・テラー：カーク・ダグラス（宮部昭夫）
- リザ：ダニー・ロバン（武藤礼子）
- フェルナン：フェルナンド・ルドゥ（天草四郎）
- クロード：セルジュ・レジアニ（近石真介）
- ニーナ：バーバラ・ラージュ（公卿敬子）
- ヘンダーソン：ジョージ・マシュー（吉沢久嘉）
- 軍曹：ロバート・ストラウス（相模武）
- 兵士：シドニー・チャップリン
- ミミ：ブリジット・バルドー
  - その他日本語吹替：寺島幹夫、富山敬

## スタッフ
- 監督：アナトール・リトヴァク
- 脚本：アーウィン・ショー
- 原作：アルフレッド・ヘイズ
- 製作：アナトール・リトヴァク
- 撮影：アルマン・ティラール
- セット：アレクサンドル・トローネル
- 音楽：ミシェル・エメル、ジョー・エイオ
- 録音：ジョゼフ・デ・ブルターニュ
- 編集：レオニード・アザー
- アソシエイト・プロデューサー：ジョージ・マウラー